# Tetrathemis irregularis
Tetrathemis irregularis is een libellensoort uit de familie van de korenbouten (Libellulidae), onderorde echte libellen (Anisoptera).
De wetenschappelijke naam Tetrathemis irregularis is voor het eerst geldig gepubliceerd in 1868 door Brauer.